# Goldfield (Nevada)
Goldfield je sídlo v okrese Esmeralda County ve státě Nevada ve Spojených státech amerických. Je zároveň správním střediskem tohoto okresu. V rámci stejnojmenného území pro sčítání lidu (census-designated place) žije 225 obyvatel.
V roce 1902 byly v oblasti nalezeny zásoby zlata a záhy tu vzniklo městečko. Během několika let se Goldfield stal největším městem Nevady, roku 1906 tu žilo 20 tisíc lidí. Následně začal v důsledku snižující se těžby klesat i počet obyvatel.
Goldfieldem prochází silnice U.S. Route 95.